# Scotts Valley
Scotts Valley – miasto w Stanach Zjednoczonych, w stanie Kalifornia, w hrabstwie Santa Cruz.